# Kupongränta

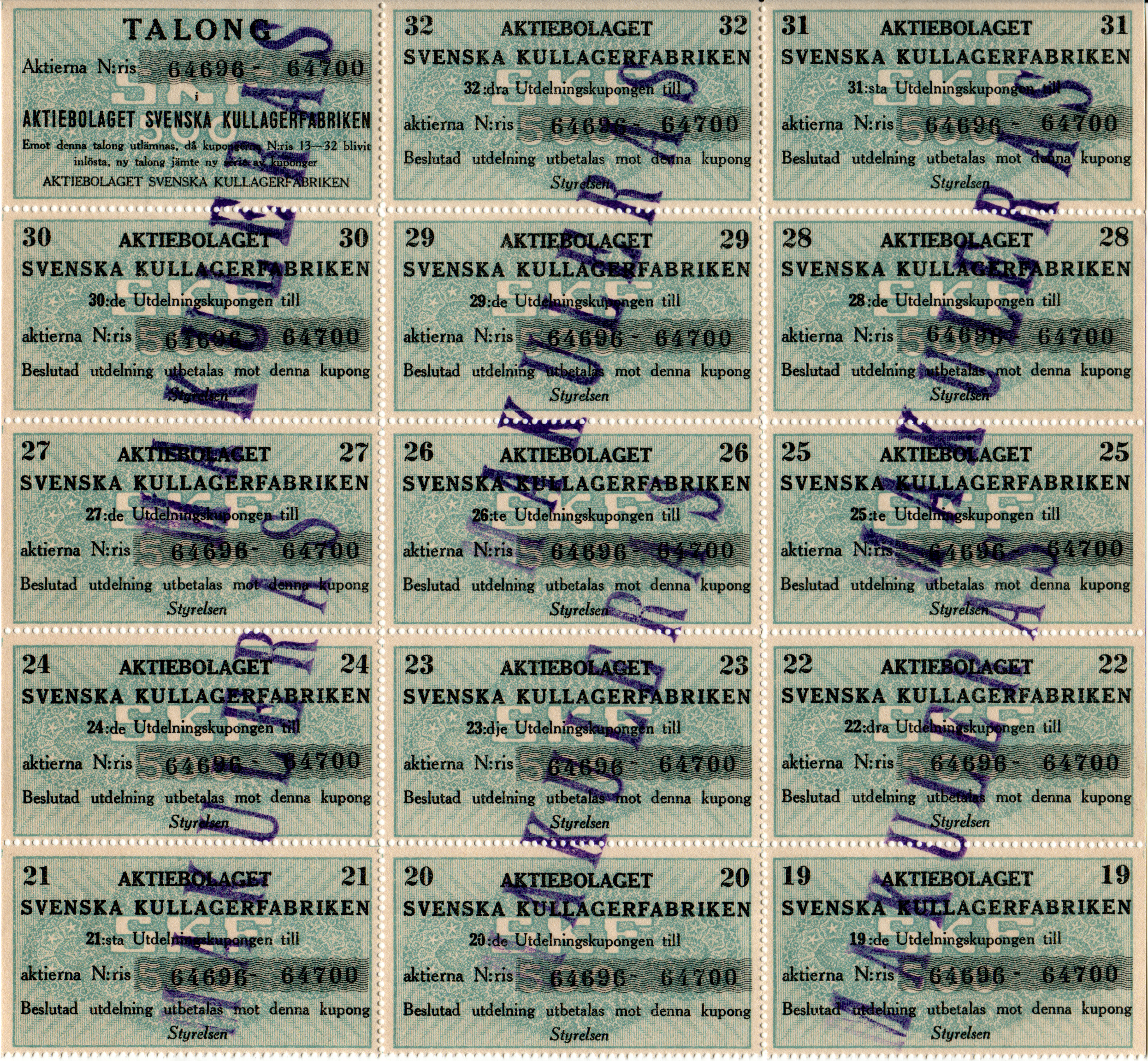
Kuponger för kupongränta i Svenska Kullagerfabriken (SKF) utfärdade 1 augusti 1913. Kupongerna har makulerats då aktiebrevet löpt ut.

Kupongränta är den räntesats som bestämmer storleken av kupongutbetalningarna hos ett värdepapper, exempelvis en traditionell aktiekupong som förr medföljde aktiebrev (aktier) eller en obligation. Många obligationer har årliga utbetalningar som procentsats av obligationens nominella värde och kupongräntan är då räntesatsen som avgör kupongutbetalningarnas storlek.
Som exempel kan nämnas att i Sverige är en obligation med nominellt värde på 1000 SEK och en kupongränta på 1 % ger därmed innehavaren rätt till en årlig kupongutbetalning på 10 SEK. Den ränta till vilken obligationen handlas, alltså marknadsräntan för obligationen i fråga får inte sammanblandas med kupongräntan. Om obligationen handlas till sitt nominella värde så är kupongräntan och marknadsräntan den samma annars inte.